# Copa Verde 2015
La Copa Verde 2015 fue la segunda (2º) edición del torneo que reúne equipos de la región norte y la región centro-oeste, con excepción del Estado de Goiás pero incluyendo el Estado de Espírito Santo. El torneo es organizado por la Confederación Brasileña de Fútbol, con un formato de disputa de partidos de ida y vuelta pasando sólo un equipo a la siguiente fase.
Cuenta con la participación de 16 equipos, los cuales clasifican a partir de su desempeño en el respectivo campeonato estatal. La cantidad de cupos por estado fue definida por la Confederación Brasileña de Fútbol a partir del ranking creado.

## Forma de disputa
La Copa Verde consta de cuatro fases: octavos de final, cuartos de final, semifinal y final. En todas las fases, se ubican dos equipos y se juega un partido de ida y uno de vuelta.

### Criterios de desempate
Los criterios de desempate para la competición son:
- Mayor número de victorias.
- Mayor número de goles marcados.
- Mayor número de goles marcados en calidad de visitante.
- Tiros desde el punto penal.

## Equipos participantes
La distribución de los cupos es:
- Pará: 3 cupos.
- Amazonas: 2 cupos.
- Distrito Federal: 2 cupos.
- Mato Grosso: 2 cupos.
- Amapá: 1 cupos.
- Espírito Santo: 1 cupos.
- Mato Grosso del Sur: 1 cupos.
- Rondônia: 1 cupos.
- Roraima: 1 cupos.
- Tocantins: 1 cupos.

Los equipos clasificados fueron:
| Estado                      | Equipo                             | Vía de clasificación |
| --------------------------- | ---------------------------------- | --- |
| Acre 1 cupo                 | Rio Branco - AC                    | Campeón de Campeonato Acreano 2014                                                                                      |
| Amapá 1 cupo                | Santos - AP                        | Campeón de Campeonato Amapaense 2014                                                                                    |
| Amazonas 2 cupos            | Nacional - AM Princesa do Solimões | Campeón del Campeonato Amazonense 2014 Subcampeón del Campeonato Amazonense 2014                                        |
| Distrito Federal 2 cupos    | Luziânia Brasília                  | Campeón del Campeonato Metropolitano 2014 Subcampeón del Campeonato Metropolitano 2014                                  |
| Espírito Santo 1 cupos      | Estrela do Norte                   | Campeón del Campeonato Capixaba 2014                                                                                    |
| Mato Grosso 2 cupos         | Cuiabá Luverdense                  | Campeón del Campeonato Matogrossense 2014 Subcampeón del Campeonato Matogrossense 2014                                  |
| Mato Grosso del Sur 1 cupos | CENE                               | Campeón del Campeonato Sul-Matogrossense 2014                                                                           |
| Pará 3 cupos                | Remo Paysandu Independente         | Campeón del Campeonato Paraense 2014 Subcampeón del Campeonato Paraense 2014 Semifinalista del Campeonato Paraense 2014 |
| Rondônia 1 cupos            | Vilhena                            | Campeón del Campeonato Rondoniense 2014                                                                                 |
| Roraima 1 cupos             | São Raimundo - RR                  | Campeón del Campeonato Roraimense 2014                                                                                  |
| Tocantins 1 cupos           | Tocantinópolis                     | Campeón del Campeonato Tocantinense 2014                                                                                |

## Cuadro del campeonato
|  | Octavos de final      | Octavos de final   | Octavos de final   |               |   | Cuartos de final | Cuartos de final | Cuartos de final |  |  | Semifinales      | Semifinales      | Semifinales      |  |  | Final                   | Final                   | Final                   |
|  | 8 al 23 de febrero    | 8 al 23 de febrero | 8 al 23 de febrero |               |   | 7 al 22 de marzo | 7 al 22 de marzo | 7 al 22 de marzo |  |  | 4 al 18 de abril | 4 al 18 de abril | 4 al 18 de abril |  |  | 30 de abril y 7 de mayo | 30 de abril y 7 de mayo | 30 de abril y 7 de mayo |
|  |                       |                    |                    |               |   |                  |                  |                  |  |  |                  |                  |                  |  |  |                         |                         |                         |
|  |                       |                    |                    |               |   |                  |                  |                  |  |  |                  |                  |                  |  |  |                         |                         |                         |
|  |                       |                    |                    |               |   |                  |                  |                  |  |  |                  |                  |                  |  |  |                         |                         |                         |
|  | Cuiabá                | 1                  | 3                  |               |   |                  |                  |                  |  |  |                  |                  |                  |  |  |                         |                         |                         |
|  | Cuiabá                | 1                  | 3                  |               |   |                  |                  |                  |  |  |                  |                  |                  |  |  |                         |                         |                         |
|  | CENE                  | 0                  | 1                  |               |   |                  |                  |                  |  |  |                  |                  |                  |  |  |                         |                         |                         |
|  | CENE                  | 0                  | 1                  | Cuiabá        | 1 | 1                |                  |                  |  |  |                  |                  |                  |  |  |                         |                         |                         |
|  |                       |                    |                    |               | 1 | 1                |                  |                  |  |  |                  |                  |                  |  |  |                         |                         |                         |
|  |                       | Estrela do Norte   | 0                  | 1             |   |                  |                  |                  |  |  |                  |                  |                  |  |  |                         |                         |                         |
|  | Luziânia              | Estrela do Norte   | 0                  | 1             | 1 | 1 (3)            |                  |                  |  |  |                  |                  |                  |  |  |                         |                         |                         |
|  | Luziânia              |                    |                    |               | 1 | 1 (3)            |                  |                  |  |  |                  |                  |                  |  |  |                         |                         |                         |
|  | Estrela do Norte (p.) | 1                  | 1 (4)              |               |   |                  |                  |                  |  |  |                  |                  |                  |  |  |                         |                         |                         |
|  | Estrela do Norte (p.) | 1                  | 1 (4)              | Cuiabá        | 1 | 0                |                  |                  |  |  |                  |                  |                  |  |  |                         |                         |                         |
|  |                       |                    |                    |               | 1 | 0                |                  |                  |  |  |                  |                  |                  |  |  |                         |                         |                         |
|  |                       | Luverdense         | 0                  | 0             |   |                  |                  |                  |  |  |                  |                  |                  |  |  |                         |                         |                         |
|  | Brasília              | Luverdense         | 0                  | 0             | 0 | 4                |                  |                  |  |  |                  |                  |                  |  |  |                         |                         |                         |
|  | Brasília              |                    |                    |               | 0 | 4                |                  |                  |  |  |                  |                  |                  |  |  |                         |                         |                         |
|  | Independente          | 2                  | 0                  |               |   |                  |                  |                  |  |  |                  |                  |                  |  |  |                         |                         |                         |
|  | Independente          | 2                  | 0                  | Brasília      | 0 | 2                |                  |                  |  |  |                  |                  |                  |  |  |                         |                         |                         |
|  |                       |                    |                    |               | 0 | 2                |                  |                  |  |  |                  |                  |                  |  |  |                         |                         |                         |
|  |                       | Luverdense (v.)    | 1                  | 1             |   |                  |                  |                  |  |  |                  |                  |                  |  |  |                         |                         |                         |
|  | Luverdense            | Luverdense (v.)    | 1                  | 1             | 2 | 3                |                  |                  |  |  |                  |                  |                  |  |  |                         |                         |                         |
|  | Luverdense            |                    |                    |               | 2 | 3                |                  |                  |  |  |                  |                  |                  |  |  |                         |                         |                         |
|  | Tocantinópolis        | 1                  | 2                  |               |   |                  |                  |                  |  |  |                  |                  |                  |  |  |                         |                         |                         |
|  | Tocantinópolis        | 1                  | 2                  | Cuiabá        | 1 | 5                |                  |                  |  |  |                  |                  |                  |  |  |                         |                         |                         |
|  |                       |                    |                    |               | 1 | 5                |                  |                  |  |  |                  |                  |                  |  |  |                         |                         |                         |
|  |                       | Remo               | 4                  | 1             |   |                  |                  |                  |  |  |                  |                  |                  |  |  |                         |                         |                         |
|  | Rio Branco - AC       | Remo               | 4                  | 1             | 0 | 0                |                  |                  |  |  |                  |                  |                  |  |  |                         |                         |                         |
|  | Rio Branco - AC       |                    |                    |               | 0 | 0                |                  |                  |  |  |                  |                  |                  |  |  |                         |                         |                         |
|  | Remo                  | 2                  | 2                  |               |   |                  |                  |                  |  |  |                  |                  |                  |  |  |                         |                         |                         |
|  | Remo                  | 2                  | 2                  | Remo          | 2 | 2                |                  |                  |  |  |                  |                  |                  |  |  |                         |                         |                         |
|  |                       |                    |                    |               | 2 | 2                |                  |                  |  |  |                  |                  |                  |  |  |                         |                         |                         |
|  |                       | Princesa Solimões  | 1                  | 1             |   |                  |                  |                  |  |  |                  |                  |                  |  |  |                         |                         |                         |
|  | Princesa Solimões     | Princesa Solimões  | 1                  | 1             | 2 | 2                |                  |                  |  |  |                  |                  |                  |  |  |                         |                         |                         |
|  | Princesa Solimões     |                    |                    |               | 2 | 2                |                  |                  |  |  |                  |                  |                  |  |  |                         |                         |                         |
|  | São Raimundo - RR     | 0                  | 0                  |               |   |                  |                  |                  |  |  |                  |                  |                  |  |  |                         |                         |                         |
|  | São Raimundo - RR     | 0                  | 0                  | Remo (p.)     | 0 | 2 (5)            |                  |                  |  |  |                  |                  |                  |  |  |                         |                         |                         |
|  |                       |                    |                    |               | 0 | 2 (5)            |                  |                  |  |  |                  |                  |                  |  |  |                         |                         |                         |
|  |                       | Paysandu           | 2                  | 0 (4)         |   |                  |                  |                  |  |  |                  |                  |                  |  |  |                         |                         |                         |
|  | Nacional - AM         | Paysandu           | 2                  | 0 (4)         | 1 | 1                |                  |                  |  |  |                  |                  |                  |  |  |                         |                         |                         |
|  | Nacional - AM         |                    |                    |               | 1 | 1                |                  |                  |  |  |                  |                  |                  |  |  |                         |                         |                         |
|  | Vilhena               | 0                  | 1                  |               |   |                  |                  |                  |  |  |                  |                  |                  |  |  |                         |                         |                         |
|  | Vilhena               | 0                  | 1                  | Nacional - AM | 1 | 1                |                  |                  |  |  |                  |                  |                  |  |  |                         |                         |                         |
|  |                       |                    |                    |               | 1 | 1                |                  |                  |  |  |                  |                  |                  |  |  |                         |                         |                         |
|  |                       | Paysandu           | 4                  | 1             |   |                  |                  |                  |  |  |                  |                  |                  |  |  |                         |                         |                         |
|  | Paysandu              | Paysandu           | 4                  | 1             | 1 | 2                |                  |                  |  |  |                  |                  |                  |  |  |                         |                         |                         |
|  | Paysandu              |                    |                    |               | 1 | 2                |                  |                  |  |  |                  |                  |                  |  |  |                         |                         |                         |
|  | Santos - AP           | 1                  | 0                  |               |   |                  |                  |                  |  |  |                  |                  |                  |  |  |                         |                         |                         |

- Nota: En cada llave, el equipo ubicado en la primera línea es el que ejerce la localía en el partido de vuelta.

### Final
| 30 de abril de 2015 | Remo | 4:1 (3:1) | Cuiabá | Estadio Mangueirão, Belém                                   |                                                             |
|                     |      | Reporte   |        | Asistencia: 34.780 espectadores Árbitro(s): Alisson Furtado | Asistencia: 34.780 espectadores Árbitro(s): Alisson Furtado |

| 7 de mayo de 2015 | Cuiabá | 5:1 (3:0) | Remo | Arena Pantanal, Cuiabá                                                       |                                                                              |
|                   |        | Reporte   |      | Asistencia: 3.315 espectadores Árbitro(s): Paulo Henrique Schleinch Vollkopf | Asistencia: 3.315 espectadores Árbitro(s): Paulo Henrique Schleinch Vollkopf |

| Bandera del estado de Mato Grosso |
| Campeón                           |
| Cuiabá 1.er título                |